# Hamed Bakhtiari
Hamed Bakhtiari (arabisch حامد بختیاری, * 22. Mai 1988) ist ein iranischer Fußballspieler.

## Karriere
Hamed Bakhtiari stand bis Mitte 2012 beim Datis Lorestan FC im iranischen Chorramabad unter Vertrag. Wo er vorher gespielt hat, ist unbekannt. Von Juli 2012 bis Juni 2019 spielte er im Iran bei den Vereinen Omid Shahrdari Arak, FC Aboumoslem und Shahrdari Hamedan FC. Von Juli 2019 bis Ende Dezember 2019 war er vertrags- und vereinslos. Ende Dezember 2019 ging er nach Thailand. Hier unterschrieb er einen Vertrag beim Lamphun Warrior FC. Der Verein aus Lamphun spielte in der dritten thailändischen Liga, der Thai League 3, in der Upper Region. Im September 2020 wechselte er zum Zweitligisten Nakhon Pathom United FC. Mit dem Verein aus Nakhon Pathom spielte er in der zweiten Liga, der Thai League 2. Für Nakhon Pathom stand er 25-mal in der zweiten Liga auf dem Spielfeld. Am 1. Juni 2021 wechselte er in die erste Liga, wo er sich dem Suphanburi FC aus Suphanburi anschloss. Für Suphanburi bestritt er sechs Erstligaspiele. Im Dezember 2021 wurde sein Vertrag in Suphanburi nicht verlängert. Von Januar 2022 bis Anfang August 2022 war er vertrags- und vereinslos. Zu Beginn der Saison 2022/23 nahm ihn der Drittligist Pattani FC im August 2022 unter Vertrag. Mit dem Verein aus Pattani spielte er siebenmal in der Southern Region der Liga. Nach der Hinrunde wechselte er im Januar 2023 zum Zweitligisten Krabi FC. Am Ende der Saison 2023/24 belegte er mit dem Klub aus Krabi den letzten Tabellenplatz und musste somit in die dritte Liga absteigen. Nach dem Abstieg wurde sein Vertrag im Sommer 2024 nicht verlängert. Wo er die Saison 2024/25 unter Vertrag stand, ist unbekannt. Im August 2025 nahm ihn der thailändische Zweitligaaufsteiger Rasisalai United FC unter Vertrag.